# Hyophila
Hyophila är ett släkte av bladmossor. Hyophila ingår i familjen Pottiaceae.

## Dottertaxa tillHyophila, i alfabetisk ordning[1]
- Hyophila acuminata
- Hyophila acutifolia
- Hyophila acutipocsii
- Hyophila angustifolia
- Hyophila anoectangioides
- Hyophila apiculata
- Hyophila argentinica
- Hyophila ascensionis
- Hyophila assimilis
- Hyophila baginsensis
- Hyophila bartramiana
- Hyophila beruensis
- Hyophila bingeri
- Hyophila blanda
- Hyophila brevifolia
- Hyophila combae
- Hyophila congolensis
- Hyophila crispula
- Hyophila cuspidatissima
- Hyophila dendroides
- Hyophila elliptica
- Hyophila fouta-djalloni
- Hyophila glaucoviridis
- Hyophila grandiretis
- Hyophila grossidens
- Hyophila guaraya
- Hyophila holstii
- Hyophila incurva
- Hyophila integrifolia
- Hyophila involuta
- Hyophila involutifolia
- Hyophila javanica
- Hyophila kurziana
- Hyophila laete-virens
- Hyophila lanceolata
- Hyophila latifolia
- Hyophila lindigii
- Hyophila linguaeformis
- Hyophila loxorhyncha
- Hyophila mattogrossensis
- Hyophila microphylla
- Hyophila mollifolia
- Hyophila mosenii
- Hyophila neocaledonica
- Hyophila niam-niamiae
- Hyophila novae-seelandiae
- Hyophila nymaniana
- Hyophila ochracea
- Hyophila ovalifolia
- Hyophila pampaninii
- Hyophila paraguensis
- Hyophila parietalis
- Hyophila perpendiculata
- Hyophila perpusilla
- Hyophila procera
- Hyophila propagulifera
- Hyophila punctulata
- Hyophila regnellii
- Hyophila rubiginosa
- Hyophila sakalavensis
- Hyophila setschwanica
- Hyophila spathulata
- Hyophila streimannii
- Hyophila subacutiuscula
- Hyophila subcucullata
- Hyophila subflaccida
- Hyophila uleana
- Hyophila variegata
- Hyophila warmingii
- Hyophila victoriae
- Hyophila viridula
- Hyophila vitiana